# Diatenes gerula
Diatenes gerula är en fjärilsart som beskrevs av Achille Guenée 1852. Diatenes gerula ingår i släktet Diatenes och familjen nattflyn. Inga underarter finns listade i Catalogue of Life.